# NGC 7701
NGC 7701 је спирална галаксија у сазвежђу Рибе која се налази на NGC листи објеката дубоког неба.
Деклинација објекта је - 2° 51' 18" а ректасцензија 23h 34m 31,5s. Привидна величина (магнитуда) објекта NGC 7701 износи 13,8 а фотографска магнитуда 14,6. NGC 7701 је још познат и под ознакама MCG -1-60-7, PGC 71779.